# إنصاف البرعي
إنصاف البرعي (1933 -) هي قاضية مصرية، وتعتبر أول قاضية عربية مصرية، تعتلي منصة القضاء، لم تشهد مصر تعيين قاضية أخرى إلا في عام 2003 وهي المستشارة تهاني الجبالي ،التي صدر قرار جمهوري بتعيينها ضمن هيئة المستشارين بالمحكمة الدستورية العليا،.

## حياتها
درست في كلية الحقوق وتخرجت عام 1955 من جامعة القاهرة، وامتهنت المحاماة لمدة 3 سنوات، في عام 1958، تقدمت إنصاف البرعي بطلب إلى مجلس القضاء الأعلى، ليتم تعيينها قاضية، وتمكنت من أن تكون أول قاضية في الوطن العربي لدولة الجمهورية العربية المتحدة مصر وسوريا وقتها في 14 نوفمبر، وتم تعيينها في محاكم الأحداث (الأطفال دون الثامنة عشرة) في سوريا، حيث تعيش مع زوجها المحامي السوري سليم عقيل.

## انظر ايضا
- نعيمة الأيوبي
- لطفية النادي